# Maureillas-las-Illas
Maureillas-las-Illas är en kommun i departementet Pyrénées-Orientales i regionen Occitanien i södra Frankrike. Kommunen ligger i kantonen Céret som tillhör arrondissementet Céret. År 2022 hade Maureillas-las-Illas 2 859 invånare.

## Befolkningsutveckling

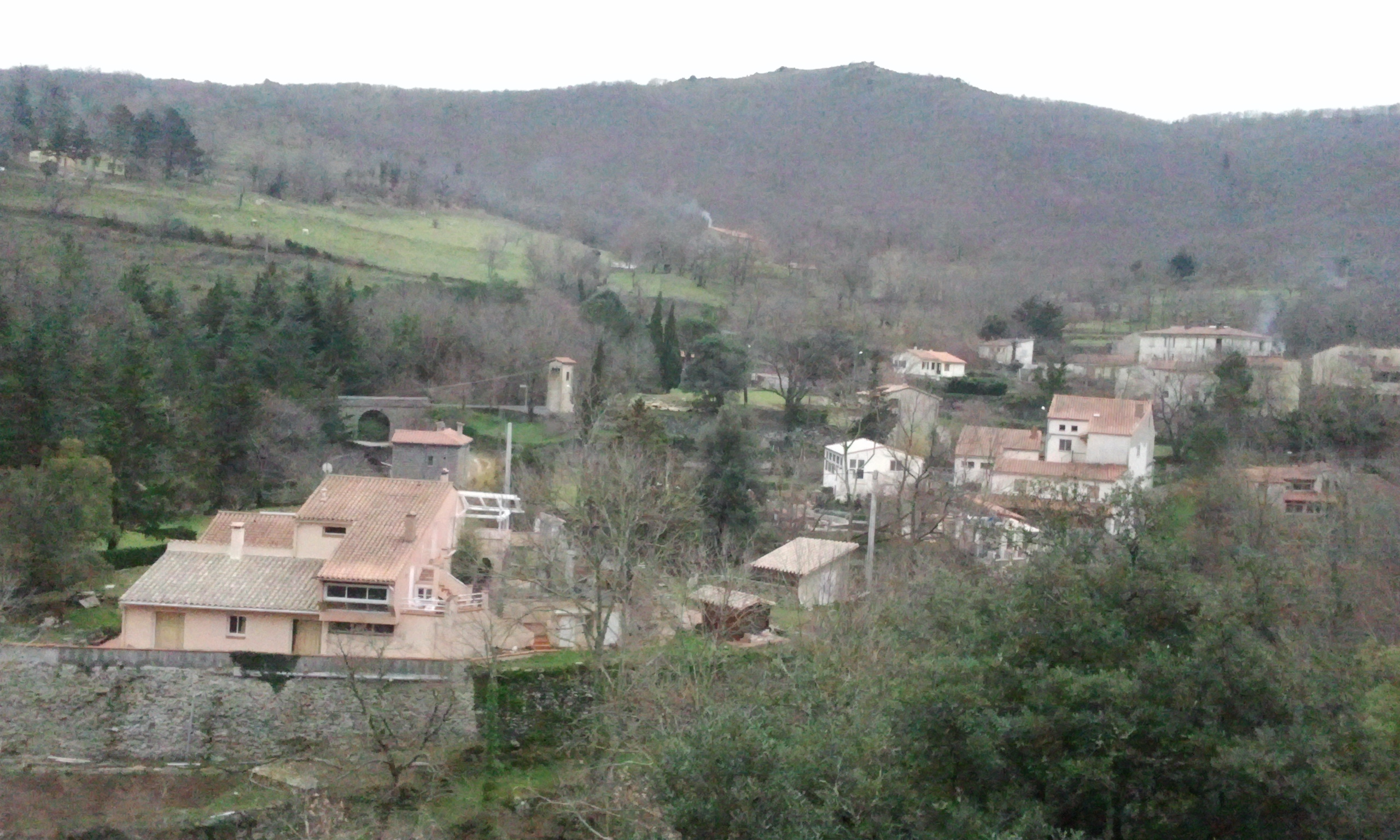
Las Illas

Antalet invånare i kommunen Maureillas-las-Illas
| Referens: INSEE |